# Rhaphuma pseudominuta
Rhaphuma pseudominuta là một loài bọ cánh cứng trong họ Cerambycidae.